# Seznam krajev Unescove svetovne dediščine v Nemčiji
Organizacija Združenih narodov za izobraževanje, znanost in kulturo (UNESCO) označuje območja svetovne dediščine izjemne univerzalne vrednosti za kulturno ali naravno dediščino, ki so jih predlagale države podpisnice Unescove konvencije o svetovni dediščini, ustanovljene leta 1972. Kulturno dediščino sestavljajo spomeniki (kot so arhitekturna dela, monumentalne skulpture ali napisi), skupine stavb in najdišča (vključno z arheološkimi najdišči). Naravne značilnosti (ki jih sestavljajo fizične in biološke formacije), geološke in fiziografske formacije (vključno s habitati ogroženih vrst živali in rastlin) ter naravna območja, ki so pomembna z vidika znanosti, ohranjanja ali naravne lepote, so opredeljena kot naravna dediščina. Ker je bila Nemčija po drugi svetovni vojni razdeljena, sta Zahodna in Vzhodna Nemčija ločeno ratificirali konvencijo, prva 23. avgusta 1976 in druga 12. decembra 1988. Z združitvijo Nemčije je bila Vzhodna Nemčija razpuščena 3. oktobra 1990.
Nemčija ima na seznamu 52 območij, nadaljnjih sedem pa je na poskusnem seznamu. Prvo mesto na seznamu je bila Aachenska stolnica leta 1978. Zadnji dodatek je bil leta 2023. Tri območja so naravna, 48 pa jih je uvrščenih na seznam zaradi njihovega kulturnega pomena. Nemčija ima tretje največje število območij svetovne dediščine na svetu, za Italijo in Kitajsko z 59 oziroma 57 območji. Dresdenska dolina Labe, ki je bila julija 2006 uvrščena na seznam ogroženih, je bila junija 2009 nazadnje umaknjena s seznama, s čimer je postala eno od edinih treh območij na svetu, ki so bila odstranjena iz registra svetovne dediščine. Kölnska stolnica je bila od leta 2006 do 2008 uvrščena na seznam ogroženih zaradi načrtov za gradnjo visokih stavb v bližini, ki bi ogrozile celovitost posesti. Devet mest je v skupni rabi z drugimi državami.

## Kraji svetovne dediščine
UNESCO opredeljuje deset kriterijev za uvrstitev na seznam svetovne dediščine. Vsak kraj mora ustrezati vsaj enemu kriteriju. Kriteriji od I do VI se nanašajo na kraje kulturne dediščine, od VII do x pa na naravno.
| Kraj                                                                                        | Slika | Lokacija                                                      | Leto uvrstitve na seznam | Unescova referenca in kriteriji   | Opis |
| ------------------------------------------------------------------------------------------- | --- | ------------------------------------------------------------- | ------------------------ | --------------------------------- | --- |
| Aachenska stolnica                                                                          | A Gothic, castle-like building, located in a rural area and surrounded by several trees                                                                                        | Severno Porenje - Vestfalija                                  | 1978, 2013               | 3bis; i, ii, iv, vi (kulturno)    | Palatinska kapela stolnice, ki je bila zgrajena pod vladavino Karla Velikega med letoma 793 in 813 med karolinško renesanso in je postala njegova grobnica, ko je leta 814 umrl, je postala prva obokana stavba, zgrajena od antike. Pod močnim vplivom klasične in bizantinske arhitekture je postala navdih za številne cerkve srednjega veka. Do leta 1531 je stolnica služila kot kraj, kjer so kronali nemške kralje. Leta 2013 je prišlo do manjše spremembe meje. |
| Stolnica v Speyerju                                                                         | Looking toward the choir of a brick Romanesque cathedral. The twin bell towers, the transept crossing dome, and the roof are green copper                                      | Porenje - Pfalška                                             | 1981                     | 168; ii (kulturno)                | Stolnico v Speyerju je leta 1030 ustanovil Konrad II. Nemški, konec 11. stoletja pa jo je rekonstruiral Henrik IV. Nemški Eden najpomembnejših primerov romanske arhitekture v Evropi je vplival na razvoj arhitekture v 11. in 12. stoletju. Skoraj 300 let je služila kot grobišče nemških cesarjev. Resno jo je poškodoval požar leta 1689. Obnovitvena dela v 18. stoletju, ki natančno sledijo prvotni stavbi, so eden najzgodnejših primerov ohranjanja spomenikov v Evropi. |
| Würzburška rezidenca z dvornimi vrtovi in rezidenčnim trgom                                 | A large Baroque palace with a flower garden in front | Bavarska                                                      | 1981, 2010               | 169bis; i, iv (kulturno)          | Velika in okrašena baročna palača, ena največjih v Nemčiji, je nastala pod pokroviteljstvom knezoškofov Lotharja Franza in Friedricha Carla von Schönborna. Kompleks, dokončan leta 1744 z okraski in vrtovi, dodanimi v naslednjih desetletjih, je delo nekaterih najvidnejših evropskih arhitektov in umetnikov tega obdobja, vključno z glavnim arhitektom Balthasarjem Neumannom in beneškim slikarjem Tiepolom, ki je ustvaril freske na stopniščih in na stenah cesarske dvorane. Leta 2010 je prišlo do manjše spremembe meje.                                                                              |
| Romarska cerkev v Wiesu                                                                     | An aerial photo of a church in a countryside setting | Bavarska                                                      | 1983, 2011               | 271bis; i, iii (kulturno)         | Cerkev, zgrajena v letih 1745–54 v alpski dolini, da bi pritegnila romarje po domnevnem čudežu na mestu, je delo arhitekta Dominikusa Zimmermanna in je mojstrovina bavarskega rokokoja. Bogato je okrašena v različnih tehnikah, vključno s štukaturo, kipi, slikami in železom, ki se harmonično zlijejo s strukturo. Leta 2011 je prišlo do manjše spremembe meje. |
| Palači Augustusburg in Falkenlust, Brühl                                                    | A front view of a large Rococo palace with a road in front | Severno Porenje - Vestfalija                                  | 1984                     | 288; ii, iv (kulturno)            | Palača Augustusburg (na sliki), rezidenca knežje-nadškofov v Kölnu, in lovska koča Falkenlust sta primera zgodnjenemške rokokojske arhitekture iz prve polovice 18. stoletja. Sta izjemen primer velike knežje rezidence tega obdobja in sta služili kot model drugim podobnim kompleksom. |
| Hildesheimska stolnica in cerkev svetega Mihaela, Hildesheim                                | A romanesque stone cathedral, view of the north side. The green copper dome over the transept crossing is visible.                                                             | Spodnja Saška                                                 | 1985, 2008               | 187bis; i, ii, iii (kulturno)     | Dediščino sestavljata dve cerkvi v Hildesheimu. Otonska romanska cerkev sv. Mihaela je bila zgrajena med letoma 1010 in 1020. Notranjost je okrašena z opaznim lesenim stropom, poslikano štukaturo in Bernwardovim stebrom. Zakladi romanske stolnice Hildesheim (na sliki) vsebujejo Bernwardova vrata, Hezilov lestenec in Azelinov lestenec. Leta 2008 je prišlo do manjše spremembe meje. |
| Rimski spomeniki, stolnica svetega Petra in Marijina cerkev v Trierju                       | Roman city gate, surrounded by later-era buildings | Porenje - Pfalška                                             | 1986                     | 367; i, iii, iv, vi (kulturno)    | Rimska kolonija v Trierju je bila ustanovljena v 1. stoletju. Razrasel se je v večje mesto in ob koncu 3. stoletja postal ena od prestolnic tetrarhije, ki so jo poimenovali tudi drugi Rim. Številne stavbe iz rimskega obdobja še vedno stojijo, vključno s Porta Nigra (na sliki). Trierska stolnica je najstarejša cerkev v Nemčiji, zgrajena na ruševinah rimskih stavb z deli v romanskem in kasnejših slogih. Marijina cerkev je bila zgrajena v francoskem slogu visoke gotike. |
| Hanzeatsko mesto Lübeck                                                                     | Medieval gate in red brick with two pointy towers | Schleswig-Holstein                                            | 1987, 2009               | 272bis; iv (kulturno)             | Lübeck, ustanovljen v 12. stoletju, je bil trgovska prestolnica vplivne Hanzeatske lige, ki je monopolizirala trgovino v večjem delu severne Evrope do 16. stoletja. Čeprav je bila petina mesta, vključno z več pomembnimi spomeniki, v celoti uničena v drugi svetovni vojni, je ostalo več prvotnih stavb. Sem spadajo rezidence iz 15. in 16. stoletja, Holstentor (na sliki), cerkve in skladišča soli. Leta 2009 je prišlo do manjše spremembe meje. |
| Palače in parki v Potsdamu in Berlinu                                                       | Single story pale yellow ornate palace stretching from the left foreground to the right background                                                                             | Berlin, Brandenburg                                           | 1990, 1992               | 532ter; i, ii, iv (kulturno)      | Kulturno krajino s palačami, vrtovi, umetnimi vasmi, vilami in drugimi stavbami iz 18. in 19. stoletja je za pruske monarhe oblikovala vrsta krajinskih arhitektov iz različnih držav, kar je povzročilo elkektično mešanico slogov. Po napisu so bila leta 1992 in 1999 mestu dodana dodatna območja. Na sliki je palača Sanssouci. |
| Opatija in Altenmünster Lorscha                                                             | A stand-alone gatehouse surrounded by trees. | Hessen                                                        | 1991                     | 515bis; i, ii, iv (kulturno)      | Benediktinski samostan Lorsch je bil ustanovljen okoli leta 764 in je služil kot pokopališče za več kraljev karolinške dinastije, začenši z Ludvikom Nemškim, ki je umrl leta 876. Vhodna vrata (na sliki) so ena redkih stavb, ki ohranjajo večino prvotnega videza iz karolinška renesansa, vključno s kipi in slikami. Preostali del samostana je bil po požaru leta 1090 večkrat prenovljen. |
| Rudniki Rammelsberg, zgodovinsko mesto Goslar in vodni sistem Gornjega Harza                | A view at a town with houses with red roofs and a church with two bell towers                                                                                                  | Spodnja Saška                                                 | 1992                     | 623ter; i, ii, iii, iv (kulturno) | Gora Rammelsberg je bogata z rudo srebra, bakra in [[svinec\|svinca]g. Rudarstvo se je začelo v manjšem obsegu v srednjem veku, nato pa v večjem obsegu med 16. in 19. stoletjem. Mesto Goslar (na sliki) je imelo koristi od tega in je bilo pomemben del Hanzeatske lige. Srednjeveško mestno jedro z lesenimi hišami je dobro ohranjeno. Sistem upravljanja z vodo v regiji Zgornji Harz je bil dodan mestu leta 2010, da bi poudarili tehnološke inovacije pri uporabi vode za pomoč rudarskemu procesu. |
| Samostanski kompleks Maulbronn                                                              | Monastery courtyard with the gothic church on the left and monastery buildings on the right                                                                                    | Baden-Württemberg                                             | 1993                     | 546bis; ii, iv (kulturno)         | Cistercijanski samostan je bil ustanovljen leta 1147, glavne stavbe pa so bile zgrajene med 12. in 16. stoletjem. Cerkev je bila zgrajena v slogu, ki je prehajal iz romanske v gotsko arhitekturo in je vplival na širjenje gotike v srednji in severni Evropi. Samostanski kompleks je eden najbolje ohranjenih cistercijanskih kompleksov v Evropi. Pomembna značilnost je sistem upravljanja voda z rezervoarji, odtoki in namakalnimi kanali. |
| Mesto Bamberg                                                                               | A building on the middle section of a bridge | Bavarska                                                      | 1993                     | 624; ii, iv (kulturno)            | Bamberg je leta 1007 postal sedež škofije. Srednjeveška zasnova mesta je dobro ohranjena s srednjeveškimi in baročnimi stavbami, tako posvetnimi kot cerkvenimi. Postavitev in arhitektura sta vplivali na razvoj mest v srednji Evropi od 11. stoletja naprej. V poznem 18. stoletju je postalo središče dobe razsvetljenstva, ko sta se v mestu naselila filozofa Georg Wilhelm Friedrich Hegel in E. T. A. Hoffmann. Na sliki je stara mestna hiša. |
| Kolegijska cerkev, grad in staro mestno jedro Quedlinburga                                  | A town square with four visible buildings and a few tourists. | Saška - Anhalt                                                | 1994                     | 535rev; iv (kulturno)             | Quedlinburg, vplivno in uspešno trgovsko središče v zgodnjem srednjem veku, je v 10. in 11. stoletju postalo središče vpliva pod Otonsko dinastijo. Romanska kolegijska cerkev, dokončana leta 1129, je pomemben primer tega obdobja, skupaj z arhitekturnimi detajli, grobnicami in freskami. Nov vrhunec je mesto doživelo po koncu tridesetletne vojne. V 17. stoletju so bile zgrajene številne kakovostne lesene hiše, ki so mestu dale današnjo podobo. |
| Železarna Völklingen                                                                        | Ironworks machinery, including a chimney | Posarje                                                       | 1994                     | 687; iv (kulturno)                | Železarna je delovala do leta 1986 za proizvodnjo surovega železa. Ponazarjajo industrijsko zgodovino Posarja s težko industrijo in številnimi tehnološkimi inovacijami, ki so se tam razvile. So edina nedotaknjena ohranjena železarna iz obdobja poznega 19. stoletja in začetka 20. stoletja v zahodni Evropi, saj so bile zadnje predelave kompleksa izvedene v 1930-ih. |
| Najdišče fosilov v jami Messel                                                              | An open quarry pit in the middle of rolling, shrub covered hills | Hessen                                                        | 1994                     | 720bis; viii (naravno)            | Nekdanji rudnik oljnega skrilavca je jama Messel najbogatejše fosilno nahajališče eocenskih sesalcev na svetu. Fosili so stari od 47 do 48 milijonov let in nudijo vpogled v razvoj sesalcev z izjemno dobro ohranjenimi okostji, kožo in celo vsebino želodca. To je na primer omogočilo študijo razvoja eholokacije pri netopirjih. Na mestu so našli fosile primatov, ptic, žuželk in rastlin. |
| Bauhaus in njegova območja v Weimarju, Dessauu in Bernauu                                   | A grey modernist building with words Bauhaus on the facade | Saška - Anhalt, Turingija, Brandenburg                        | 1996                     | 729bis; ii, iv, vi (kulturno)     | Bauhaus, ki ga je leta 1919 v Weimarju ustanovil Walter Gropius, je bila najvplivnejša umetniška šola 20. stoletja. Stavbe, ki so jih zasnovali mojstri Bauhausa, so ključni predstavniki klasičnega modernizma. Tri stavbe v Weimarju so bile na seznamu leta 1996, stavbi v Dessau in Bernau sta bili dodani leta 2017. Na sliki je kompleks Bauhaus Dessau. |
| Stolnica sv. Petra, Köln                                                                    | A large cathedral with two bell towers | Severno Porenje - Vestfalija                                  | 1996                     | 292bis; i, ii, iv (kulturno)      | Gotsko stolnico so začeli graditi leta 1248 in končali šele leta 1880. Kljub temu so graditelji skrbno sledili prvotnemu načrtu skozi stoletja gradnje. V stolnici so številna umetniška dela, vključno Gerov križ iz poznega 10. stoletja, Skrinja Treh kraljev, dokončano okoli leta 1225, ki je največji relikviarij v Evropi. Območje je bilo leta 2004 uvrščeno na seznam ogroženih zaradi načrtov za gradnjo visokih stavb v bližini. Po ustavitvi razvojnih načrtov je bila stolnica leta 2006 umaknjena s seznama ogroženih.                                                                               |
| Luthrov spomenik v Eislebnu in Wittenbergu                                                  | A beige house with inscription that Melanchthon lived there | Saška - Anhalt, Turingija                                     | 1996                     | 783; iv, vi (kulturno)            | Ta dediščina obsega šest stavb, povezanih s protestantskima reformatorjema Martinom Luthrom in Philipom Melanchthonom. V Eislebnu so hiše, v katerih se je Luther rodil leta 1483 in umrl leta 1546. V Wittenbergu je hiša Melanchthona (na sliki) in cerkev, kjer je Luther leta 1517 objavil svojih 95 tez. Nekatere stavbe so bile okrašene v naslednjih stoletjih. |
| Klasični Weimar                                                                             | A residential palace with a tall clock tower | Turingija                                                     | 1998                     | 846; iii, vi (kulturno)           | Weimar je postal kulturno središče v poznem 18. in zgodnjem 19. stoletju pod pokroviteljstvom vojvodinje Ane Amalije. Med številnimi umetniki in pisatelji je bilo mesto dom Goetheja in Schillerja. V tem istem obdobju so bile zgrajene elegantne stavbe in parki. Naštetih je dvanajst stavb in sklopov, na sliki je Weimarska palača. |
| Muzejski otok, Berlin                                                                       | An ornate grey stone building on the point of an urbanized island. The building is connected by two bridges to the neighboring banks                                           | Berlin                                                        | 1998                     | 896; ii, iv (kulturno)            | Muzejski otok sestavlja pet muzejev, zgrajenih med letoma 1824 in 1930. Vsak od muzejev je bil zasnovan v skladu z zbirko, ki jo bo gostil. Zbirke same sledijo razvoju človeške civilizacije s kulturo, umetnostjo in arheologijo. Stran tudi ponazarja razvoj sodobnih muzejev skozi čas. Na sliki je Bodejev muzej. |
| Grad Wartburg                                                                               | A castle perched along the edge of a wooded hill. The castle has grown in several stages and consists of sections in dark stone, lighter stone, white plaster and half-timber. | Turingija                                                     | 1999                     | 897; ii, iv (kulturno)            | Grad, ki leži na hribu nad Eisenachom, je izjemen primer gradu iz fevdalnega obdobja, čeprav so ostali le nekateri srednjeveški deli, večina današnje stavbe pa je iz 19. stoletja. Med izgnanstvom je Martin Luther med bivanjem na gradu prevedel Novo zavezo v nemščino. |
| Vrtno kraljestvo Dessau-Wörlitz                                                             | A palace in a Neoclassical style | Saška - Anhalt                                                | 2000                     | 534bis; ii, iv (kulturno)         | Parki, vrtovi in stavbe so bili ustvarjeni za Leopolda III., vojvodo Anhalt-Dessaua v 18. stoletju in so jih navdihnile ideje dobe razsvetljenstva. Pomembne stavbe so grad Wörlitz (na sliki), prvo neoklasicistično stavbo v Nemčiji, in Gotsko hišo, ki je navdihnila preporod gotike. |
| Samostanski otok Reichenau                                                                  | A grey and white stone church with two square towers, both capped with red, pyramidal roofs.                                                                                   | Baden-Württemberg                                             | 2000                     | 974; iii, iv, vi (kulturno)       | Na otoku ob Bodenskem jezeru je bil leta 724 ustanovljen benediktinski samostan Reichenau, katerega sledi so ohranjene še danes. Med 9. in 11. stoletjem so bile zgrajene tri cerkve, med karolinško, otonsko in salijsko dinastijo, ko je bil samostan pomembno središče umetnosti in kulture. Ansambel ponazarja zgodnjo samostansko arhitekturo v srednji Evropi. Stenske poslikave v cerkvi sv. Jurija (na sliki) so edine ohranjene scenske slike iz obdobja pred 1000 leti severno od Alp. |
| Industrijski kompleks premogovnika Zollverein                                               | A orange metal tower with several flywheels above a building with Zollverein written in golden gothic script letters.                                                          | Severno Porenje - Vestfalija                                  | 2001                     | 975; ii, iii (kulturno)           | Na tem mestu je ohranjen premogovniški kompleks, ki je predstavljal pomembno industrijo v Evropi v 19. in 20. stoletju. Poleg tehnične dediščine, ki prikazuje vse faze premogovništva, vključno z jamami, koksarnami, železnico, stanovanjskimi stavbami za rudarje in drugimi objekti, se objekti jaška 12 odlikujejo tudi z arhitekturnega vidika. Zasnovala sta jih Fritz Schupp in Martin Kemmer v 1920-ih v slogu Bauhausa in so zato pomembne zgradbe sodobne arhitekture. |
| Zgornja srednja dolina Rena                                                                 | A river winds between high cliffs and hills, with a castle in the midground.                                                                                                   | Porenje - Pfalška, Hessen                                     | 2002                     | 1066; ii, iv, v (kulturno)        | Kulturno krajino, ki se razteza 65 km vzdolž srednjega Porenja med Bingenom in Koblenzom, je oblikovalo dve tisočletji trgovinskih interakcij med Sredozemljem in severom. Ob reki je okoli 40 utrdb in gradov na vrhu hriba, od katerih so bili nekateri prenovljeni v 19. stoletju v času romantike, ko je območje služilo kot navdih pisateljem in umetnikom. Na sliki je grad Katz s skalo Lorelaj. |
| Zgodovinska središča Stralsunda in Wismarja                                                 | City panorama with a red brick church | Mecklenburg - Predpomorjanska                                 | 2002                     | 1067; ii, iv (kulturno)           | Dve mesti na baltski obali sta bili v 14. in 15. stoletju pomembni središči Hanzeatske lige. Po tridesetletni vojni so prišli pod švedsko oblast in ostali del Švedske v 17. in 18. stoletju kot upravna središča. Stralsund (na sliki) je bil v glavnem ohranjen od 13. stoletja, medtem ko je Wismar ohranil srednjeveško pristanišče. Obe mesti imata številne stavbe v opečni gotiki, pa tudi obrambne sisteme iz švedskega obdobja. |
| Mestna hiša in Roland na tržnici v Bremnu                                                   | A dark stone gothic building in a paved town square. | Bremen                                                        | 2004                     | 1087; iii, iv, vi (kulturno)      | Bremenska mestna hiša (na sliki) in kip Rolanda iz Bremna simbolizirata državljansko avtonomijo in tržne pravice v Svetem rimskem cesarstvu. Mestna hiša je bila zgrajena v gotskem slogu v 15. stoletju, potem ko je Bremen postal član Hanzeatske lige. Rolandov kip iz leta 1404 je kip viteza, ki predstavlja viteza Karla Velikega Rolanda, ki simbolizira svobodo. |
| Muskauerjev park / Park Mużakowski*                                                         | Red castle, pond in front | Saška                                                         | 2004                     | 1127; i, iv (kulturno)            | Park leži ob bregovih reke Neisse in si ga delita Poljska in Nemčija. Ustvaril ga je princ Hermann von Puckler-Muskau od leta 1815 do 1844 z uporabo lokalnih rastlin in naravnih okolij. Parkovna zasnova je vplivala na razvoj krajinsko arhitekturne stroke. Med drugo svetovno vojno je bil močno poškodovan, zato so ga v obeh državah obnovili. |
| Meje rimskega cesarstva*                                                                    | A reconstruction of a Roman watchtower | več lokacij                                                   | 2005                     | 430ter; ii, iii, iv (kulturno)    | Limes je mreža utrdb ob meji Rimskega cesarstva. Največji obseg je dosegel v 2. stoletju našega štetja in več delov je vidnih še danes. Hadrijanov zid v Združenem kraljestvu je bil prvič uvrščen na Unescov seznam leta 1987. Zgornji germansko-retijski limes v Nemčiji je bil dodan leta 2005. Ta del poteka v dolžini 550 km med Rheinbrohlom na Renu in Einingom na Donavi. Antoninov zid, prav tako v Združenem kraljestvu, je bil dodan leta 2005. Dva druga dela limesa v Nemčiji sta navedena kot ločeni mesti svetovne dediščine. Na sliki je rekonstrukcija stražnega stolpa v Ober-Mörlenu.           |
| Staro mestno jedro Regensburga s Stadtamhofom                                               | City panorama at night with a bridge over a river and a church | Bavarska                                                      | 2006                     | 1155; ii, iii, iv (kulturno)      | Regensburg, zgrajen na mestu rimskega mesta, je v 9. stoletju postal pomembno politično, versko in trgovsko središče. Imel je trgovske povezave z Italijo, Češko, Rusijo, Bizancem in celo s kraji svilne poti. Od leta 1663 do 1806 je gostil večno skupščino Svetega rimskega cesarstva. Arhitektura od 11. do 13. stoletja je dobro ohranjena, prav tako stavbe iz različnih obdobij, med drugim Kamniti most iz 12. stoletja (na sliki), Regensburška stolnica, številne cerkve, samostane, patricijske hiše in utrdbe.                                                                                        |
| Berlinska modernistična stanovanjska naselja                                                | A long four-storey apartment building in Modernist style | Berlin                                                        | 2008                     | 1239; ii, iv (kulturno)           | Med letoma 1910 in 1933, zlasti v času Weimarske republike, je bil Berlin napredno in ustvarjalno mesto. To se je odrazilo v gradnji več stanovanjskih naselij za državljane z nizkimi dohodki, da bi izboljšali njihove življenjske pogoje. Dediščina obsega šest takšnih posesti, ki so jih zasnovali nekateri vodilni arhitekti tega obdobja, vključno z Brunom Tautom, Martinom Wagnerjem in Walterjem Gropiusom. Inovativni dizajn in stanovanjski standardi so navdihnili podobne projekte v Nemčiji in tujini. Na sliki je Großsiedlung Siemensstadt.                                                       |
| Vatsko morje*                                                                               | Coast with muddy areas and sparse vegetation | Hamburg, Schleswig-Holstein, Spodnja Saška                    | 2009, 2014               | 1314; viii, ix, x (naravno)       | Vatsko morje je največji nepretrgan sistem medplimskega peska in blata na svetu. Je pomembna točka biotske raznovrstnosti, kjer živijo vrste, kot so pristaniški tjulenj, sivi tjulenj in pristaniška pliskavka. Območja v Nemčiji in na Nizozemskem so bila leta 2009 vpisana na seznam svetovne dediščine, posest na Danskem pa je bila dodana leta 2014. V Nemčiji so navedena tri območja: Spodnjesaški narodni park Vatsko morje (na sliki), Schleswig-Holsteinski narodni park Vatsko morje in Hamburški narodni park Vatsko morje.                                                                          |
| Starodavni prvobitni bukovi gozdovi Karpatov in drugih delov Evrope*                        | Forest scenery with hills and a lake | Brandenburg, Turingija, Mecklenburg - Predpomorjanska, Hessen | 2011                     | 1133quater; ix (naravno)          | Starodavni prvobitni bukovi gozdovi Karpatov se uporabljajo za preučevanje širjenja bukve (Fagus sylvatica) na severni polobli v različnih okoljih in okolju v gozdu. Lokacija je bila prvič uvrščena leta 2007 na Slovaško in v Ukrajino. V letih 2011, 2017 in 2021 je bila razširjena tako, da je vključeval gozdove v skupno 18 državah. V Nemčiji je bilo leta 2011 dodanih pet gozdov. Na sliki je Kellerwald. |
| Prazgodovinska kolišča okoli Alp*                                                           | Pile dwelling house, reconstruction | Bavarska, Baden-Württemberg                                   | 2011                     | 1363; iv, v (kulturno)            | To nadnacionalno najdišče (ki si ga delijoNemčija, Avstrija, Francija, Italija, Slovenija in Švica) vsebuje 111 majhnih posameznih najdišč z ostanki prazgodovinskih naselbin s koliščarji (ali mostiščarji) v in okoli Alp, zgrajenih od okoli 5000 do 500 pr. n. št. na robovih jezer, rek ali mokrišč. Vsebujejo veliko informacij o življenju in trgovini v agrarnih neolitskih in bronastodobnih kulturah v alpski Evropi. Osemnajst lokacij je v Nemčiji. Na sliki je rekonstrukcija hiše v Muzeju kolišč Unteruhldingen ob Bodenskem jezeru.                                                                |
| Tovarna Fagus v Alfeldu                                                                     | A factury building in modernist style with a chimney and two flags. Evening photo.                                                                                             | Spodnja Saška                                                 | 2011                     | 1368; i, iv (kulturno)            | Zgodnja modernistična stavba, ki jo je zasnoval Walter Gropius in je bila zgrajena v 1910-ih, je bila tovarna za proizvodnjo čevljev znana po redefiniranju dekorativnih vrednosti tega časovnega obdobja, zlasti v široki uporabi stekla, da bi bila stavba veliko bolj homogena. Napovedal je poznejše delo Gropiusa z Bauhausom. |
| Operna hiša mejne grofije Bayreuth                                                          | A front view of the opera house in beige stone in Baroque style | Bavarska                                                      | 2012                     | 1379; i, iv (kulturno)            | Operna hiša mejne grofije v Bayreuthu, ki jo je naročila Wilhelmina Pruska in je bila dokončana leta 1750, je primer baročnega dvornega gledališča. Zasnoval ga je Giuseppe Galli Bibiena za 500 gledalcev in je napovedoval gradnjo velikih javnih gledališč v 19. stoletju. |
| Bergpark Wilhelmshöhe                                                                       | Hercules Monument and the giant cascades. | Hessen                                                        | 2013                     | 1413; iii, iv (kulturno)          | Baročni park blizu Kassla je leta 1689 dal zgraditi Karel I., deželni grof Hesse-Kassel, razširil pa ga je Viljem I., volilni knez Hessna v 18. stoletju, ki ga je navdihnila romantika. Park sestavljajo velikanske kaskade s slapovi in brzicami, ki se spuščajo s hriba, ribniki, kotline, vodnjak, umetna jama in Herkulov spomenik, ki simbolizira absolutno monarhijo. |
| Karolinški westwerk in Civitas Corvey                                                       | Entrance to the church with two towers | Severno Porenje - Vestfalija                                  | 2014                     | 1447; ii, iii, iv (kulturno)      | V opatiji Corvey je edini ohranjen westwwrk (na sliki) ali monumentalen vhod v cerkev, obrnjen proti zahodu, iz karolinške dobe. Zgrajena je bila med letoma 822 in 885. Prvotne notranje poslikave in štukature so edini znani primer antične mitologije s krščansko interpretacijo iz tega obdobja. Westwerk je vplival na razvoj značilnosti poznejših cerkva. Sama opatija je ohranjena kot arheološko najdišče, ki je bilo le delno izkopano. |
| Speicherstadt in okrožje Kontorhaus s Chilehaus                                             | A large red brick building | Hamburg                                                       | 2015                     | 1467; iv (kulturno)               | Speicherstadt in sosednji Kontorhaus sta dve urbani območji Hamburga, ki sta se razvili v poznem 19. in zgodnjem 20. stoletju, spodbujeno s povečanjem mednarodne trgovine. Skupaj s pripadajočo pristaniško infrastrukturo sestavljajo enega največjih zgodovinskih sklopov skladišč na svetu. V kompleksu je tudi več zgodnjih modernističnih stavb, na sliki je Chilehaus. Območje je bilo po drugi svetovni vojni delno obnovljeno. |
| Arhitekturno delo Le Corbusierja, izjemen prispevek k modernemu gibanju*                    | A modernist building with columns in one floor and a row of windows one floor higher                                                                                           | Baden-Württemberg                                             | 2016                     | 1321rev; i, ii, vi (kulturno)     | Ta transnacionalna dediščina (ki si jo delijo z Argentino, Belgijo, Francijo, Švico, Indijo in Japonsko) obsega 17 del francosko-švicarskega arhitekta Le Corbusierja. Le Corbusier je bil pomemben predstavnik modernističnega gibanja, ki je uvajal nove arhitekturne tehnike za potrebe spreminjajoče se družbe. Posestvo Weissenhof (na sliki) v Stuttgartu je na seznamu Nemčije. |
| Jame in umetnost ledene dobe v Švabski Juri                                                 | A Venus figurine carved from mammoth ivory | Baden-Württemberg                                             | 2017                     | 1527; i, iv (kulturno)            | To območje obsega šest jam v gorovju Švabska Jura. V zadnjem ledeniškem obdobju so jame ob različnih časih zasedli neandertalci in sodobni ljudje. Posebej pomembni so ostanki iz plasti Aurignacian, izpred 43.000 do 33.000 let. Arheološka izkopavanja so se začela v 1860-ih in so odkrila številne izrezljane skulpture ljudi, živali, glasbil in predmetov osebnega okrasja. Najdbe predstavljajo nekaj najzgodnejših primerov figurativne umetnosti po vsem svetu. Na sliki je Venera iz Hohle Felsa. |
| Naumburška stolnica                                                                         | Gothic sculptures of a noble couple, part of cathedral decorations | Saška - Anhalt                                                | 2018                     | 1470rev; i, ii (kulturno)         | Stolnica ima romansko zgradbo z dvema gotskima koroma, ki prikazujeta prehod med obema slogoma. Zahodni kor je delo naumburškega mojstra, kiparja, ki je deloval v več krajih po Evropi in je ustvaril nekaj najpomembnejših in inovativnih kipov 13. stoletja. Znamenita značilnost kora je dvanajst donatorskih portretov, vključno s portretom Ute von Ballenstedt (na sliki desno). |
| Arheološki mejni kompleks Hedeby in Danevirke                                               | A group of reconstructed houses in a field | Schleswig-Holstein                                            | 2018                     | 1553; iii, iv (kulturno)          | Hedeby (na sliki rekonstrukcija) je bilo pomembno vikinško trgovsko mesto v 8. do 11. stoletju zaradi svoje lege med frankovskim in danskim kraljestvom. Arheološke najdbe so omogočile vpogled v življenje in kulturo Evrope v vikinški dobi. Danevirke so niz utrdb iz istega obdobja, ki ločuje polotok Jutland od celinske Evrope. |
| Rudarska regija Erzgebirge/Krušnohoří*                                                      | Mining infrastructure with a red mining tower | Saška                                                         | 2019                     | 1478; ii, iii, iv (kulturno)      | Rudogorje se razprostirajo čez jugovzhodno Nemčijo in severozahodno Češko. Regija je že od 12. stoletja pomemben vir kovin, vključno s srebrom (zlasti v 15. in 16. stoletju), kositrom, kobaltom in tudi uranom v poznem 19. in 20. stoletju. Kulturno krajino regije so oblikovale rudarske in fužinarske inovacije. Na sliki je rudarska infrastruktura v Altenbergu. |
| Sistem upravljanja voda v Augsburgu                                                         | A white power plant with numerous windows with water flowing below the building                                                                                                | Bavarska                                                      | 2019                     | 1580; ii, iv (kulturno)           | S prvimi vodnogospodarskimi deli iz 14. stoletja je Augsburg že leta 1545 uvedel strogo ločevanje pitne in tehnološke vode. Na območju so kanali in vodni stolpi iz 15. do 17. stoletja, fontane, pa tudi hidroelektrarne iz industrijske dobe. v 19. stoletju (na sliki obrat Meitingen). Augsburg je bil tudi kraj, kjer so bile prvič preizkušene številne inovacije upravljanja voda. |
| Velika zdraviliška mesta Evrope*                                                            | A casino building in Neoclassical style at a river | Bavarska, Baden-Württemberg, Porenje - Pfalška                | 2021                     | 1613; ii, iii, iv, vi (kulturno)  | Velika zdraviliška mesta Evrope obsegajo 11 zdraviliških mest v sedmih evropskih državah, kjer so mineralne vode uporabljali v zdravilne in terapevtske namene pred razvojem industrijske medicine v 19. stoletju. Mesta Baden-Baden, Bad Ems (na sliki) in Bad Kissingen so navedena v Nemčiji. |
| Meje rimskega imperija – Donavski limes (zahodni segment)*                                  | | več lokacij                                                   | 2021                     | 1608rev; ii, iii, iv (kulturno)   | Donavski limes, mreža utrdb ob reki Donavi, je varovala meje Rimskega cesarstva. Stran si delita z Avstrijo in Slovaško. Na seznamu je 77 posameznih nepremičnin, kot so ceste, taborišča in trdnjave, od tega 24 v Nemčiji. |
| Mathildenhöhe Darmstadt                                                                     | A tower in red brick and an exhibition building | Hesse                                                         | 2021                     | 1614; ii, iv (kulturno)           | Umetniško kolonijo Mathildenhöhe nad Darmstadtom je konec 19. stoletja ustanovil Ernest Louis, veliki vojvoda Hessenski. Gostil je štiri mednarodne razstave, zadnjo leta 1914. Stavbe kolonije (Poročni stolp iz leta 1908 in ena od razstavnih dvoran na sliki) so zasnovali domači umetniki, ki so se zgledovali po gibanju umetnosti in obrti ter dunajski secesiji. |
| Meje rimskega imperija – Spodnjenemški limes*                                               | | več lokacija                                                  | 2021                     | 1631; ii, iii, iv (kulturno)      | Spodnjenemški limes je varoval rimsko provinco Germania Inferior, vzdolž Rena od Renskega masiva do obale Severnega morja. Utrdbe so bile postavljene v poznem 1. stoletju pred našim štetjem in so ostale v uporabi do razpada Zahodnega rimskega cesarstva v začetku 5. stoletja pred našim štetjem. Dediščina obsega 102 lokacij, od tega jih je 39 na Nizozemskem, ostale so v Nemčiji. Najdišča vključujejo ostanke utrdb, mest, cest in druge infrastrukture. |
| ShUM mesta Speyer, Worms in Mainz                                                           | Ruins of a brick building | Porenje - Pfalška                                             | 2021                     | 1636; ii, iii, vi (kulturno)      | Skupnosti ShUM, imenovane po začetnih črkah imen hebrejskih mest Speyer, Worms in Mainz, so bile ključne pri razvoju aškenaške kulture v srednji Evropi, zlasti med 10. in 13. stoletjem. Mesta, ki obsegajo Judovsko pokopališče v Wormsu, sinagogo v Wormsu, judovski dvor v Speyerju (na sliki) in staro judovsko pokopališče v Mainzu, so vplivala na arhitekturo judovskih skupnosti v Nemčiji, severni Franciji in Angliji. |
| Judovsko-srednjeveška dediščina Erfurta                                                     | An old stone building with a wooden roof | Turingija                                                     | 2023                     | 1656; iv (kulturno)               | Ta dediščina obsega tri stavbe, povezane s srednjeveško judovsko skupnostjo v Erfurtu. Stara sinagoga (na sliki) je bila prvič zgrajena v poznem 11. stoletju in dvakrat prezidana, velika in prestižna stavba iz okoli leta 1270 pa je vključevala nekatere dele prejšnjih struktur. Po pogromu leta 1349 je bila stavba uporabljena za druge namene do poznega 20. stoletja, ko je bila njena prvotna funkcija ponovno odkrita in je prišlo do prenove. Ostanke mikveh, judovskega obrednega kopališča iz okoli leta 1250, so odkrili leta 2007. Tretja stavba je posvetna kamnita hiša iz sredine 13. stoletja. |
| Ansambel rezidence Schwerin                                                                 | | Mecklenburg - Predpomorjanska                                 | 2024                     | 1705; iv (kulturno)               | Rezidenčni ansambel Schwerin, ustanovljen na obrežju Schwerinskega jezera v severovzhodni Nemčiji, je arhitekturni in krajinski ansambel, ki se zelo natančno ujema s kontekstom nastanka in razvoja historicističnega sloga v Evropi. Posest, ki je bila večinoma ustvarjena v 19. stoletju v takratni prestolnici Velikega vojvodstva Mecklenburg-Schwerin v severovzhodni Nemčiji, obsega 38 elementov, vključno z rezidenco velikega vojvode in dvorci, kulturnimi in sakralnimi zgradbami ter Okrasno jezero Pfaffenteich.                                                                                    |
| Palače bavarskega kralja Ludvika II.: Neuschwanstein, Linderhof, Schachen in Herrenchiemsee | Neuschwanstein castle, a fairy-tale style castle with many towers on the top of a hill                                                                                         | Bavarska                                                      | 2025                     | 1726; iv (kulturno)               | Ta dediščina obsega tri ansamble in majhno vilo, ki jo je v drugi polovici 19. stoletja naročil Ludvik II. Bavarski. Politično nemočni Ludvik II., ki so ga poimenovali pravljični kralj, je želel poustvariti kraje iz daljne preteklosti. Grad Neuschwanstein (na sliki) so navdihnile opere Richarda Wagnerja, Herrenchiemsee, dvorec Linderhof pa tako orientalske stavbe kot Wagnerjev svet. Vsi trije kompleksi so bili kmalu spremenjeni v muzeje, kar je omogočilo njihovo skoraj popolno ohranitev. |

## Poskusni seznam
Poleg območij, vpisanih na Seznam svetovne dediščine, lahko države članice vodijo seznam začasnih območij, ki jih lahko upoštevajo pri nominaciji. Nominacije za seznam svetovne dediščine so sprejete le, če je bilo območje predhodno uvrščeno na poskusni seznam. Nemčija ohranja sedem nepremičnin na svojem poskusnem seznamu.
| Kraj | Slika                                          | Lokacija                                   | Leto uvrstitve na seznam | Unescova referenca in kriteriji | Opis |
| --- | ---------------------------------------------- | ------------------------------------------ | ------------------------ | ------------------------------- | --- |
| Stavba Fundacije Francke | A large four storey building with red roof     | Saška - Anhalt                             | 1999                     | iii, iv, vi (kulturno)          | To območje obsega stavbe multidisciplinarne fundacije, ki jo je leta 1698 v Halleju ustanovil teolog in pedagog August Hermann Francke, ki ga je navdihnilo gibanje pietizma. Vključujejo šolo, stanovanjske stavbe, knjižnico, bolnišnico in več dvoran. Na sliki je stara sirotišnica. Franckejeve ideje so bile vplivne tudi v Rusiji, južni Italiji in Severni Ameriki. |
| Judovsko pokopališče Altona Königstraße. Sefardska grobna kultura 17. in 18. stoletja med Evropo in Karibi                                                                                               | Several tombstones with Hebrew inscriptions    | Hamburg                                    | 2015                     | iii, iv, vi (kulturno)          | Judovsko pokopališče v Hamburgu sega v začetek 17. stoletja. Ima del, ki ga je uporabljala lokalna aškenaška skupnost, in enega, ki so ga uporabljali sefardski Judje, ki so emigrirali s Portugalske v severno Evropo. Slednjim je bilo več generacij preprečeno prakticiranje njihove tradicije, zato so razvili posebno grobno umetnost in kulturo, drugačno od tiste na Iberskem polotoku in tudi drugačno od tiste Judov, ki so migrirali na druga območja. Ohranjenih je okoli 1600 nagrobnikov. Nekatere nagrobnike, izklesane v Hamburgu, so poslali skupnostim v druge države, celo na Karibe.       |
| Alpske in predalpske travniške in močvirnate krajine (zgodovinske antropogene krajine na območju »Werdenfelser Land«, »Ammergau«, »Staffelseegebiet« in »Murnauer Moos«, okrožje Garmisch-Partenkirchen) | Alpine scenery with a meadow and forest        | [[Bavarska]                                | 2015                     | v (kulturno)                    | Ta nominacija zajema štiri območja z alpskimi in predalpskimi travniki v okolici Garmisch-Partenkirchna, ki so bila gospodarjena vsaj od srednjega veka. V kulturni krajini so hlevi, koče ter ograde za govedo in ovce. Območje je tudi bogato z biotsko raznovrstnostjo. Na sliki je Murnauer Moos. |
| Rezidenčni ansambel Schwerin – kulturna krajina romantičnega historicizma | A castle in a middle of a lake                 | Mecklenburg - Predpomorjanska              | 2015                     | iii, iv (kulturno)              | Grad, ki stoji na otoku v Schwerinskem jezeru, je bil prvič dokumentiran kot slovanska utrdba v 10. stoletju in večkrat prezidan. Današnjo podobo je dobil sredi 19. stoletja, ko je bil obsežno prezidan v skladu z idejami romantičnega historicizma. Kulturno krajino sestavljajo tudi parki, vrtovi in različne stavbe, ki ponazarjajo zadnji razcvet dvorne kulture v 19. stoletju. |
| Luthrovi spomeniki v Saški-Anhalt, Saški, Bavarski in Turingiji | A look at a monastery from above               | Bavarska, Saška - Anhalt, Saška, Turingija | 2015                     | iv, vi (kulturno)               | To je predlagana razširitev spomenika Luther v Eislebnu in Wittenbergu, ki je bil uvrščen na seznam leta 1996. Navaja dodatnih dvanajst krajev, povezanih z Martinom Luthrom in reformacijo v Mansfeldu, Torgauu, Coburgu in Erfurtu. Na sliki je samostan sv. Avguština v Erfurtu. |
| Moravske cerkvene naselbine (Nemčija)* | Street in a town, a church building at the end | Saška                                      | 2022                     | iii, iv (kulturno)              | Naselja moravske cerkve, protestantske veroizpovedi, iz druge polovice 18. stoletja so načrtovana mesta, ki odražajo egalitarno filozofijo skupnosti. Delijo si podobne urbane načrte, vključno z odprtimi in zelenimi površinami, kongregacijsko stavbo, pokopališčem, svetiščem in hišami za skupno življenje, ločene po starosti, spolu in zakonskem stanu. Christiansfeld na Danskem je bil leta 2015 uvrščen na seznam svetovne dediščine. Predlagana razširitev vključuje zgodovinsko moravsko okrožje Betlehem v Združenih državah, Herrnhut (na sliki) v Nemčiji in Gracehill v Združenem kraljestvu. |
| Evropske papirnice (iz obdobja ročno izdelanega papirja)* |                                                | Bavarska, Saška                            | 2024                     | ii, iii, iv (kulturno)          | Ta transnacionalna nominacija obsega šest papirnic iz 16.–18. stoletja, ki kažejo na pomen Evrope pri proizvodnji papirja. Papirnica Homburg in Papirnica Niederzwönitz (na sliki) sta nominirani v Nemčiji. |